# Richard Bona
Richard Bona, pseudonimo di Bona Pinder Yayumayalolo (Minta, 28 ottobre 1967), è un bassista e compositore camerunese.

## Biografia
Bona è nato in una famiglia di musicisti che, sin da giovanissimo, lo avviarono all'apprendimento della musica.
Suo nonno era un Griot (un cantante e narratore dell'Africa Occidentale) e percussionista; sua madre era una cantante.
A quattro anni, Bona iniziò a suonare il balafon. A cinque cominciò ad esibirsi nella chiesa del suo villaggio.
Non essendo benestante, fabbricò lui stesso molti dei suoi strumenti, compresi un flauto e le sue chitarre (le cui corde erano collegate al serbatoio di una vecchia moto).
Il suo talento venne rapidamente notato, e Bona era spesso invitato ad esibirsi a feste e cerimonie.
Iniziò ad imparare a suonare la chitarra a undici anni, e nel 1980 (a tredici anni) creò il suo primo ensemble, per un jazz club francese a Douala.
Bona ed il proprietario divennero amici e quest'ultimo lo aiutò nella scoperta del Jazz, in particolare di Jaco Pastorius, che spinse Bona a focalizzarsi sul basso elettrico.
Bona emigrò in Germania all'età di 22 anni per studiare musica a Düsseldorf. Ben presto si trasferì in Francia, dove continuò i suoi studi in musica.
Durante la sua permanenza in Francia, suonava regolarmente in vari jazz club, spesso con musicisti come Manu Dibango, Salif Keïta, Jacques Higelin e Didier Lockwood.
Nel 1995, Bona lasciò la Francia per stabilirsi a New York, dove ancora vive e lavora.
Qui suonò il basso insieme ad artisti come Joe Zawinul, Larry Coryell, Michael e Randy Brecker, Mike Stern, George Benson, Branford Marsalis, Chaka Khan, Bobby McFerrin, e Steve Gadd.
Nel 1998, Richard fu il Direttore Musicale dell'Harry Belafonte's European Tour.
Dopo aver pubblicato nel 1999 il suo primo album da solista, Scenes From My Life, nel 2002 partecipò al tour mondiale con Pat Metheny, come percussionista e vocalista.
Attualmente tiene la cattedra di musica alla New York University.
Nel dicembre 2021, Richard Bona, viene fortemente criticato sui social dopo la pubblicazione di un video in cui invita ad aprire "un altro fronte di guerra in Camerun" e a "bruciare" un canale televisivo privato ritenuto vicino al potere di Paul Biya.

## Discografia
- 1999 - Scenes from my life
- 2000 - Kaze Ga kureta Melody
- 2001 - Reverence
- 2003 - Munia: The Tale
- 2004 - Toto Bona Lokua
- 2005 - Tiki

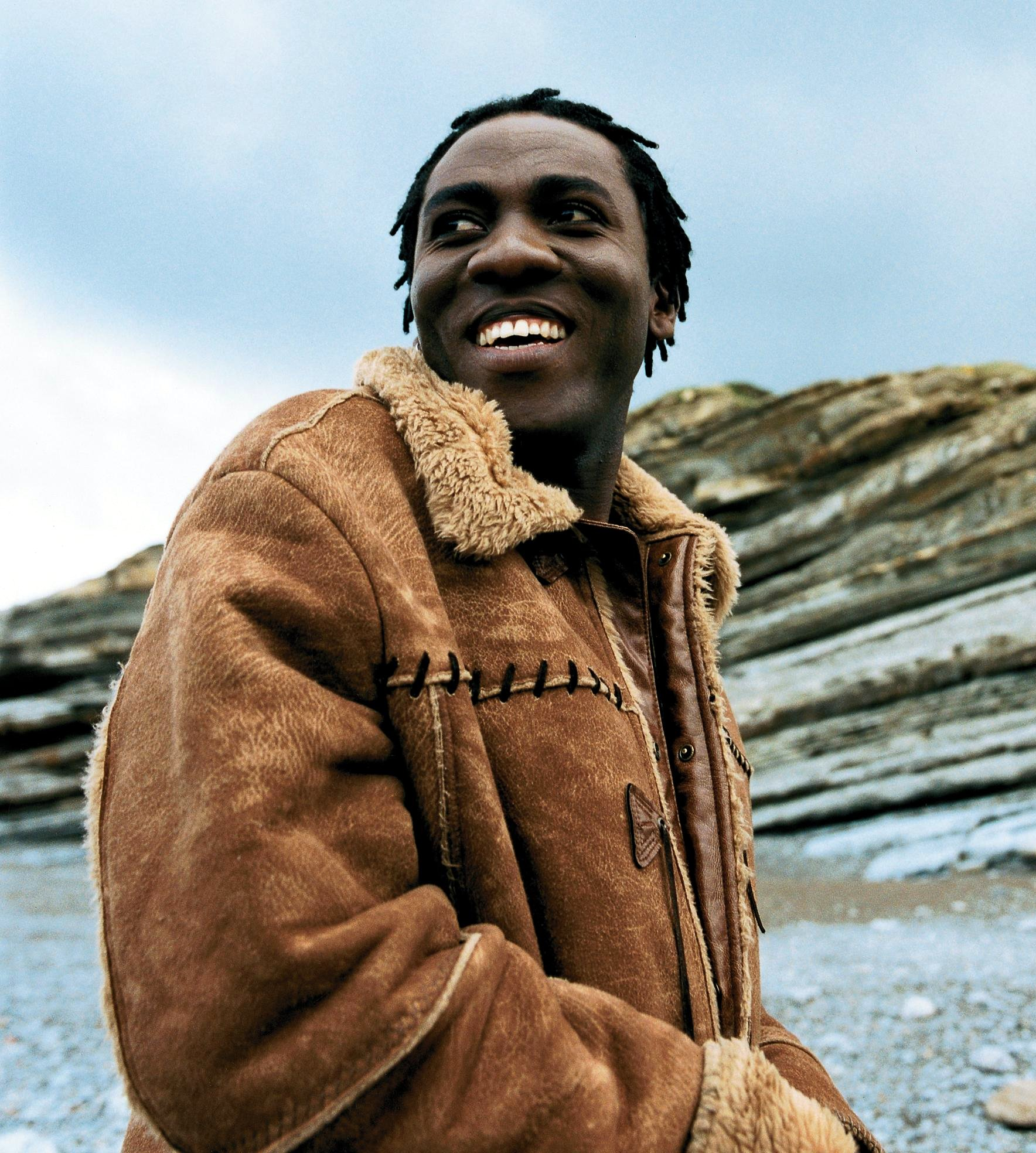
Richard Bona, 3 August 2006

- 2008 - Bona Makes You Sweat - Live
- 2009 - The Ten Shades Of Blues
- 2013 - Bonafied
- 2016 - Heritage